# Украинский степной природный заповедник
Украинский степной природный заповедник (укр. Український степовий природний заповідник) — заповедник на востоке Украины, созданный для охраны степных природных комплексов.

## История
Заповедник был создан в 1961 году путём объединения самостоятельных заповедников «Хомутовская степь», «Каменные могилы», «Михайловская целина» и «Стрельцовская степь», которые составили его отделения.
12 ноября 1968 года, Постановлением Совета Министров УССР № 568 отделение Украинского степного природного заповедника «Стрельцовская степь» (площадью 494,0 га) было объединено с Станично-Луганским участком площадью 494,0 га в новый Луганский природный заповедник АН УССР.
В 1988 году было создано ещё одно отделение Украинского степного заповедника — «Меловая флора», а в 2008 году — отделение «Кальмиусское».
Указом Президента Украины Виктора Ющенко № 1035 от 11 декабря 2009 года «Михайловская целина» была выделена в отдельный природоохранный объект (природный заповедник).

## Описание
Состоит из четырёх отделений (до 2009 — пяти), каждое из которых представляет собой разный тип степных ландшафтов:
- «Хомутовская степь» (Новоазовский район Донецкой области, 1028 га, статус заповедника с 1926 года)
- «Каменные могилы» (Никольский район Донецкой области, Розовский район Запорожской области, 404 га, основан в 1927 году)
- в 1961-2009 годы — «Михайловская целина» (Лебединский район Сумской области, 202 га)
- «Меловая флора» (Лиманский и Славянский районы Донецкой области, 1134 га, основан в 1988 году)
- «Кальмиусский заповедник» (Тельмановский район Донецкой области), 579,6 га, основан в 2008 году.

## Природа
В заповеднике находятся под охраной 926 видов высших растений, 26 видов млекопитающих, 115 видов птиц и 10 видов рыб. 40 видов растений, произрастающих на территории заповедника, занесены в Красную книгу Украины.
Общая площадь заповедника в 1976 году составляла, 1634 гектара. В 1988 году после создания «Меловой флоры» площадь увеличилась до 2756 гектаров. В 2008 году площадь заповедника увеличилась ещё на 579,6 гектара.